# جلیل زلاند
جلیل ځلاند (زادهٔ حدود ۱۳۱۴ در کابل – درگذشته ۱۰ اردیبهشت ۱۳۸۸ در تارزنا، لس‌آنجلس، کالیفرنیا)، آوازخوان، آهنگ‌ساز و یکی از پیشگامان موسیقی معاصر افغانستان بود. او پدر فرید زلاند است.

## زندگی‌نامه
جلیل ځلاند از نخستین آوازخوانان آماتور بود که در دهه پنجاه میلادی، مدیریت موسیقی افغانستان را به عهده گرفت. او در همکاری با سایر آماتورها کوشش بسیاری را برای ایجاد موسیقی پاپ افغانی یا موسیقی امروز افغانی انجام داد.
موسیقی پاپ افغانی ترکیبی است از موسیقی هندی، موسیقی محلی و آهنگ‌های فولکلور افغانی به زبان‌های فارسی دری و پشتو. جلیل زلاند در جمع‌آوری و تدوین مجمع آهنگ‌های فولکلوریک زیر نظر عبدالغفور برشنا، اولین رئیس رادیوی افغانستان، بسیار کوشید.
زلاند در زمان سلطنت رضا شاه پهلوی سفری به ایران داشت، با آهنگ ای ساربان آهسته ران بر اساس شعر سعدی و من آمده‌ام که عشق فریاد کنم بر اساس یک ترانه محلی شمال افغانستان ملا محمد جان در میان شنوندگان ایرانی جای پا باز کرد.
اوبه همکاری بسیار نزدیک سلیم سرمست و ننگیالی اولین ارکستر موسیقی آماتور را در رادیو افغانستان ایجاد کرد که از شهرت منطقه‌ای برخوردار شد. پس از تأسیس این ارکستر جوان یک تعداد از جوانان شهر کابل چون احمد ولی، احمدظاهر، ظاهر هویدا، احمد شاکر، حامد شکران، هاشم قیومی، افسانه، سلما خانم و غیره در رادیو افغانستان نوارهای ثبت نمودند که بنام گروه آماتور در بین جوانان شهرت یافت؛ و آن آهنگ‌ها تا حال طراوت و تازگی خود را دارد.
زلاند به عنوان «هنرمند حنجره طلایی» شهرت یافت و بسیاری از آوازخوانان جوان تلاش داشتند تا از او پیروی کنند. مانند احمد ولی، خلیل راغب.
جلیل ځلاند در آواز خوانی و آهنگسازی، استعدادی خوب نشان داد. او ترانه‌های بسیار ساخت و اجرا کرد، آثاری که از او یک چهره ماندگار در تاریخ موسیقی معاصر افغانستان برجا می‌گذارد.
سارا همسر جلیل زلاند نیز خواننده بود
آهنگ‌های ای زهره، ای ستاره زیبای آسمان، ای شعله حزین، ای درد واپسین، ای نگار من، من آمده‌ام و دلبرکم بیا به کابل بریم از آهنگ‌های ماندگار و همه پسند زلاند است.
زلاند شعرهای فروغ را خواند و آهنگ‌هایی برای گوگوش ساخت.
در این سفر زمینه تحصیل فرید ځلاند پسر جلیل زلاند در ایران فراهم شد. او همان‌جا درس خواند و در معرفی آهنگ‌های افغانی و آهنگسازی برای آوازخوانان معروف ایران سهم برازنده‌ای گرفت.
او در دیدار با مادر فروغ فرخزاد در ایران در یک ساعت یا کمتر از آن روی شعر دختر کنار پنجره تنها نشست و گفت آهنگی ساخت که بسیار جذاب و شنیدنی است.
در سال‌های پسین، هایده آواز خوان ایرانی یکی از ساخته‌های آقای زلاند (وقتی عاشق شوی راز دلته گفته نتانی) را پسندید و اجازه خواست آن را بخواند. این آهنگ را زلاند بر اساس شعر عبدالله شادان برای دخترش سهیلا ځلاند ساخته بود.
جلیل زلاند سرود ملی افغانستان را در زمان محمد ظاهر شاه، جمهوری محمد داود خان و جمهوری دموکراتیک خلق ساخته‌است. او ترانه‌های حماسی زیادی خوانده‌است که هنوز از بهترین‌ها به‌شمار می‌آیند.
زلاند یک خانواده هنرمند را ریاست می‌کرد. همسرش سارا ځلاند سال‌ها در رادیو آواز خواند که از صدای جذابی برخوردار بود. سهیلا ځلاند و شهلا ځلاند از چهره‌های ممتاز آوازخوانی به‌شمار می‌آیند و پسرانش فرید ځلاند و وحید ځلاند آواز خوان و آهنگسازان موفق‌اند. استاد ځلاند دو پسر و یک دختر دیگر نیز دارد.

## ترانه‌شناسی
جلیل زلاند، آهنگ‌ساز سرود ملی افغانستان در دوران زمام‌داری محمد ظاهرشاه و محمد داوود بود.